# Yaiya

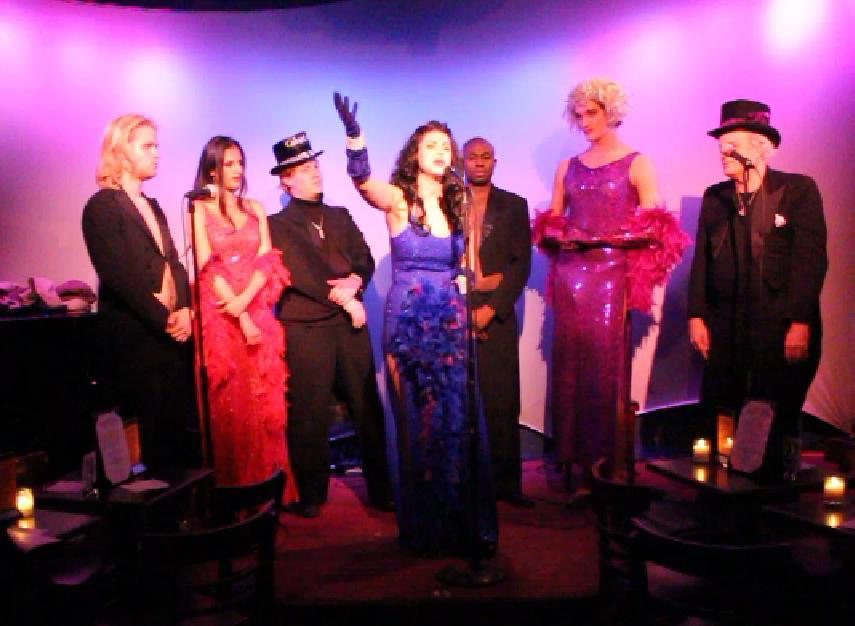
Yaiya uppträder med With a Song in My Heart i New York 2011

Serafime Yaiya Sandra Carola Siekas, känd som Yaiya, född 15 april 1990, är en svensk-samisk artist, sångerska, låtskrivare, skådespelare och filmregissör.
Hon började uppträda vid sex års ålder och vann olika talangshower som Sveriges Radios nationella talangshow P4 Nästa 2008 med Sapphire Sky.
År 2007 gav en radiostation i Frankrike ut albumet Générations 88.2, en samling av 15 CD-skivor där Yaiyas låt I'ma Do It (Anyway ft. NewKid) ingick.
Yaiya medverkade i Kanal 5:s dolda kameraprogram Svärföräldrarna från helvetet i en roll som ex-flickvännen Sandy. Hon var ansiktet utåt och producent för en online-talangshow iDream och var värd för säsong 1 november 2010–april 2011.

## Filmproduktion
År 2015 vann hon Skellefteå Krafts tävling Hjärnpower med sin 14 sekunder korta film What Makes The World Go 'Round? 

## Diskografi
- Sapphire Sky (2007)
- Ima Do It (Anyway) ft. Newkid - släppt i Frankrike på albumet "Générations 88.2" (2007)
- I Can't Help Making Music (2009)
- Handcuffed Contract (2009)
- Pure Heart (2010) [källa behövs]
- Juuret ft. Bengt Kostenius & Orlando Siekas (2016) [13]
- Jag går bredvid (2021)

Artistsamarbeten
- 2008 - Lumumba - Lalcko ft. YAIYA (släppt i Frankrike på Lalckos debutalbum Diamants De Conflit”[källa behövs]
- 2009 - My Window - J-Son ft. YAIYA (från albumet Never Half Stepping)[14]
- 2011 - Whiteboy - SHY ft. YAIYA (från albumet 4 CLUBS AND HEARTS)
- 2020 - Head To Rest - Kleerup (från albumet 2)
- 2022 - Jag går bredvid - YAIYA (från samlingsalbumet Sound of Boden) [15][16]